# هال اچ‌تی‌تی-۴۰
هال اچ‌تی‌تی-۴۰ (به انگلیسی: HAL HTT-40) (Hindustan Turbo Trainer-40) یک هواپیمای آموزشی هندی و ساختِ کارخانهٔ هیندوستان آیروناتیکس لیمیند (هال) است. این هواپیما جایگزین هواپیمای آموزشی بازنشسته در نیروی هوایی هند، هال اچ‌پی‌تی-۳۲ دیپاک به عنوان یک هواپیمای آموزشی پایه خواهد شد.

## کاربران
هند
- نیروی هوایی هند — ۷۰ فروند سفارش داده شده است[۶][۷]

## مشخصات (اچ تی تی-۴۰)
داده‌ها از Jane's All the World's Aircraft
ویژگی‌های عمومی
- خدمه: ۲
- طول: ۱۰٫۵ متر (۳۴ فوت ۵٫۵ اینچ)
- پهنای بال: ۱۱ متر (۳۶ فوت ۱ اینچ)
- ارتفاع: ۳٫۴ متر (۱۱ فوت ۱٫۷۵ اینچ)
- وزن ناخالص: ۲٬۸۰۰ کیلوگرم (۶٬۱۷۳ پوند)
- ظرفیت سوخت: ۴۵۰ کیلوگرم
- پیشرانه: ۱ عدد توربوپراپ Honeywell Garrett TPE331-12B، ۸۳۴ کیلووات (۱٬۱۰۰ اسب بخار کوتاه)  کاهش به ۷۰۸ کیلو وات (۹۵۰اسب بخار)
- ملخ‌ها: چهارملخه

عملکرد
- حداکثر سرعت: ۴۰۰ کیلومتر بر ساعت (۲۴۹ مایل بر ساعت، ۲۱۶ گره)
- بیشینه سرعت مجاز: ۴۵۰ کیلومتر بر ساعت (۲۷۹ مایل بر ساعت، ۲۴۳ گره)
- بُرد: ۱٬۰۰۰ کیلومتر (۶۲۱ مایل، ۵۴۰ مایل دریایی)
- حداکثر ارتفاع: ۶٬۰۰۰ متر (۱۹٬۶۸۰ فوت)
- حد شتاب جی: +۶/-۳

تسلیحات

- قابل مسلح شدن به توپ، راکت و بمب می‌باشد[۹][۱۰]